# Irênê
Irênê (tiếng Hy Lạp: Εἰρηναῖος Eirēnaios, tiếng Latinh: Irenaeus; k. 130 CN – k. 202 CN), cũng được tôn vinh là Thánh Irênê, là Giám mục thành Lugdunum xứ Gallia, thuộc Đế quốc La Mã (nay là Lyon, Pháp). Ông là giáo phụ, nhà hộ giáo thuộc thời kỳ đầu, các tác phẩm của ông giúp hình thành nền thần học Kitô giáo sơ khởi. Ông là đệ tử của thánh Pôlycarpô, người mà theo truyền thống là môn đệ của thánh Gioan Tông đồ.
Tác phẩm nổi bật nhất của Irênê, Về nhận dạng và đánh bại cái gọi là Ngộ giáo (Adversus Haereses) hay còn được gọi là Chống dị giáo (k. 180) là một sự đả kích nhằm vào Ngộ giáo - một mối đe dọa nghiêm trọng với Giáo hội thời bấy giờ, đặc biệt là nhằm vào phái ngộ giáo của Valentinus. Là một trong số những nhà thần học Kitô giáo quan trọng nhất, ông nhấn mạnh đến yếu tố truyền thống của Giáo hội, đặc biệt là về chức Giám mục, Thánh Kinh và Thánh Truyền. Để chống lại những người ngộ giáo - những người cho rằng mình nắm giữ một hệ thống truyền khẩu bí mật từ chính Đức Giêsu, Irênê khẳng định rằng các giám mục tại các thành phố khác nhau được truy nguồn lui về tận các Tông đồ - không ai trong số các vị theo ngộ giáo - và rằng chỉ các giám mục mới mang lại những hướng dẫn an toàn trong việc giải thích Kinh thánh. Các tác phẩm của Irênê cùng với Clêmentê thành Rôma và Inhaxiô thành Antioch được xem là những dẫn chứng đầu tiên phát triển học thuyết về tính thượng quyền của ngai tòa Rôma. Irênê cũng là nhân chứng sớm nhất công nhận tính quy điển của cả bốn Phúc Âm.